# L’amour toujours (Film)
L’amour toujours ist ein englischsprachiger, künstlerischer Film mit musikalischen Elementen aus dem Jahre 2008. Regisseur ist der Niederländer Edwin Brienen. Der Film besitzt keine konventionelle Erzählstruktur, im Vordergrund stehen lange Monologe der verschiedenen Charaktere. Die Musik des Films wurde vom Elektro-Popduo Noblesse Oblige erstellt, dessen Mitglieder Sebastian Lee Philipp und Valerie Renay auch zwei der Hauptdarsteller im Film spielen. Der Film feierte Premiere am 29. Januar 2009 im Kino Brotfabrik (Berlin).

## Handlung
Der Erzähler, ein namenloser Clown, leitet durch den Film, in dem das Ballerinamädchen Dynasty auf der verzweifelten Suche nach Arbeit ist. Ihre letzte Option ist das obskure L’amour-Toujours-Theater, geführt von Pygor, einer bizarren, unwirklichen Gestalt. Pygor unterzieht Dynasty einem höllischen Vorsprechen. In losen Folgen erhält jeder Charakter die Chance, sein eigenes Lied im Stile des Musikladen zu singen. Schlussendlich nimmt Pygor Dynasty gefangen und konfrontiert sie mit seinen dämonischen Filmambitionen. Der Erzähler nimmt sich durch Erhängen selbst das Leben.

## Kritik
„… ein ungewöhnliches, düsteres und nicht zuletzt musikalisches Kammerspiel um Kunst und Leben, Wunsch und Wirklichkeit, Schicksal und Auflehnung dagegen, Manipulation, Eitelkeiten und bittere Einsichten.“

## Hintergrund
- Es ist Edwin Brienens erster Studiofilm.
- Brienen spielt im Film sich selbst.